# Soter nanus
Soter nanus är en stekelart som först beskrevs av Szepligeti 1914.  Soter nanus ingår i släktet Soter och familjen bracksteklar. Inga underarter finns listade i Catalogue of Life.